# After the Lights
Az After the Lights a Sweetbox-projekt ötödik stúdióalbuma, és a negyedik, melyet Jade Villalon énekesnővel vettek fel. Az album célja az volt, hogy a korábbinál érettebb hangzásvilágot mutasson; a zeneszerzők elhagyták azt a korábbi szokásukat, hogy komolyzenei alapokra írnak számot; három hagyományos karácsonyi daltól eltekintve minden dal egy az egyben Jade és Geo szerzeménye.
Eredetileg karácsonyi albumnak tervezték, emiatt több online lemezboltban Sweetbox Presents a Very Sweet X-Mas címmel szerepel, a végleges változatra azonban csak négy karácsonyi dal került rá. A koreai kiadáson ezek külön bónusz CD-n szerepelnek, melynek a címe Christmas Carol. A Silent Night a Csendes éj angol címe. Az Oh Come All Ye Faithful magyarul az Ó, jöjjetek, hívek (ismert Adeste fideles címen is). A Merry X-mas az angol nyelvterületen közkedvelt Have Yourself a Merry Little Christmas című karácsonyi dalt takarja.

## Kislemezek
- After the Lights/This Christmas (2004; promó)
- This Christmas/More Than Love (2004)
- Christmas EP (2004; csak 12", This Christmas/After the Lights/O Come All Ye Faithful/Silent Night)
- Killing Me DJ (2005)

## Számlista (koreai változat)
| #                                                  | Cím                              | Hossz |
| -------------------------------------------------- | -------------------------------- | ----- |
| 1.                                                 | After the Lights                 | 3:14  |
| 2.                                                 | Killing Me DJ                    | 3:46  |
| 3.                                                 | Piano in the Dark                | 3:40  |
| 4.                                                 | More Than Love                   | 3:21  |
| 5.                                                 | Waterfall                        | 3:05  |
| 6.                                                 | God on Video                     | 3:41  |
| 7.                                                 | Time of My Life                  | 3:18  |
| 8.                                                 | Pretty in Pink                   | 3:31  |
| 9.                                                 | Girl from Tokyo                  | 3:10  |
| 10.                                                | Don’t Wanna Kill You             | 3:32  |
| 11.                                                | Crown of Thorns                  | 3:30  |
| 12.                                                | Killing Me DJ (European Version) | 3:30  |
| Christmas Carol (bónusz CD a karácsonyi kiadáshoz) |                                  |       |
| 1.                                                 | This Christmas                   | 3:38  |
| 2.                                                 | Oh Come All Ye Faithful          | 2:59  |
| 3.                                                 | Silent Night                     | 1:54  |
| 4.                                                 | Merry X-mas                      | 3:47  |

A japán kiadáson az első dal a This Christmas, ezt követi az album kilenc dala, nem szerepel rajta a koreai kiadás utolsó 3 dala, majd a maradék három karácsonyi dal következik.